# Anarta etacta
Anarta etacta là một loài bướm đêm trong họ Noctuidae.